# Hans Siegenthaler
Hans Siegenthaler, né le 5 février 1923 et mort à une date inconnue, est un joueur international de football suisse jouant au poste d'attaquant.

## Biographie

### Club
Au niveau de sa carrière de club, Siegenthaler a joué dans l'équipe suisse du SC YF Juventus.

### International
En sélection, il a joué avec l'équipe de Suisse, et fut sélectionné par l'entraîneur Franco Andreoli pour disputer la coupe du monde 1950 au Brésil.